# Антоній-Ян-Непомуцен Святополк-Четвертинський
Анто́ній-Ян-Непому́цен князь Святопо́лк-Четверти́нський (1744 — 9 квітня 1830, Варшава) — волинський князь руського (українського) князівського роду Четвертинських, гербу Погоня Руська. Родове гніздо село Четвертня. Політичний та військовий діяч Речі Посполитої.

## Біографія. Політична та військова кар'єра.
Антоній-Ян-Непомуцен князь Святополк-Четвертинський — молодший син старости даничівського Феліціана кн. Святополка-Четвертинського та волинської шляхтянки Маріанни Єловицької. Мав рідного брата Яна, якого дистанціював у своєму політичному житті за принципом — "ut cedat maior minori". Замолоду осиротівши після смерті батька (1756), вступив у суперечку за спадщину з братом. Справа дійшла до сеймової комісії, яку було створено в 1775 році спеціально для її розгляду, і тривала кілька років.
У 1765 році Антоній-Ян отримав посаду камергера королівського. Ніби то брав участь у Барській конфедерації, та незважаючи на це, все ж не потрапив у немилість до короля, завдяки своїм навикам і спритності. Згодом став обіймати уряд стольника брацлавського, яким йому поступився (18.12.1772) Пьотр Ронжевський. Ще згодом, став генерал-адьютантом королівським, та хорунжим звенигородським (12.08. 1774).
Зі спогадів Тадеуша-Єжи Стецького, відомо, що Антоній-Ян Святополк-Четвертинський у 1769 році підписувався, як — «Antoni Jan Nepo. na Janusz grodzie y Kamiennym», після того заволодів дідичним маєтком шляхтичів Бабинських — Камінним, що на Поліссі. Щедро фундував там місцеву унійну церкву Святого Василія Великого, обдарувавши її привілеями того ж року та 1783-го. Згодом, у 1802 році її фундував і його син Ґодфрід Святополк-Чертвертинський, який разом з братом Юзефом-Каласантом Святополком-Четвертинським тримали цей маєток.
Антоній-Ян Святополк-Четвертинський вперше був послом до Сейму в 1776 році, від воєводства Брацлавського. У 1780 році брав участь у складенні посольської інструкції в прихильності до короля, де було перелічено його "заслуги". Демонструючи королю Станіславу Августу певну прихильність, він спілкувався "поза спиною" з його антагоністами Кіцьким та генералом Комаровським, а на теренах Брацлавського воєводства співпрацював з каштеляном брацлавським Мартином Ґрохольським. Можливо за це й отримав Орден Святого Станіслава, та уряд хорунжого вінницького. За протекцією короля Станіслава Августа був послом на Сеймі 1782 року, а після смерті хорунжого брацлавського Кордиша, того ж року, отримав цей уряд. Наступного 1783 року знову був послом на Сейм від Брацлавського воєводства. 1786 року, поступився цією функцією з того ж воєводства, для хорунжого литовського Адама Жевуського, отримавши взамін звання ротмістра кавалерії національної.
У 1785 році був поданий Постійною Радою на уряд каштелянства київського, який однак йому не дістався. 1787 року взяв участь в організації Брацлавської військово-цивільної комісії, та навіть керував нею. Того ж року намагався отримати уряд каштелянства брацлавського, а в 1789-му, овруцького. Будучи обраним від Брацлавського воєводства до Чотирилітнього Сейму, не відіграв на ньому головних ролей. Натомість, 25 жовтня 1790 року, врешті домігся надання каштелянства брацлавського після Мартина Ґрохольського, яке й тримав аж до 1796 року, і був останнім каштеляном брацлавським.
У 1791 році отримав Орден Білого Орла. В цілому, був прихильником короля Станіслава Августа, Конституції 3 травня, та вдало ладнав з брацлавською опозицією. У 1792 році сам не пішов до війська, оскільки мав несправну руку після поєдинку в 1776 році, про що особисто повідомив короля. Натомість інформував його про рух воюючих військ, дозволив набирати рекрутів у своїх волостях, висував на розгляд різні проєкти, не раз дуже вдалі, податкові та військові. Наприклад створення 15-ти тисячного корпусу стрільців, для прикриття лівого крила війська, що тим часом билося з московітами вже на Волині.
Після остаточного поділу Речі Посполитої, розділив свої маєтки між дітьми, продавши частину Михайлу Єловицькому. Після смерті дружини Анни Рищевської, від якої мав трьох доньок та п'ятеро синів, осів у Варшаві. Там, віддавшись благочинній діяльності жив, як символ старих часів. Помер 9 квітня 1830 року.

## Родина
Шлюби та діти.
1. Тереза Загурська, без нащадків.
2. Анна Рищевська. У цьому шлюбі народилося п'ятеро синів і три дочки:

- Князь Юзеф-Каласант, маршалок дворянства Подільської губернії
- Князь Готфрід, майор російської армії
- Князь Раймунд
- Князь Станіслав
- Князь Леопольд, полковник російської гвардії
- Княжна Катерина
- Княжна Антоніна
- Княжна Текля